# Casimir Picard
Casimir Picard (16 desembre 1806, Amiens - 13 març 1841) va ser un botànic, metge rural i paleontòleg (aficionat) francés.
El 1837 va excavar com a aficionat diversos jaciments fòssils a prop de la seua ciutat natal, Abbeville, on va recuperar eines de pedra i ossos d'animals. Va ser un dels primers a establir aqueixa diferenciació tècnica entre els objectes tallats i els polits, i ajudar a desenvolupar el concepte de Mesolític.

## Obres
- Informe sobre el cultiu del Polygonum tinctorium i l'extracció de l'anyil (1840)
- Proposta feta a la Societat d'Emulació d'Abbeville, per buscar els orígens de Picardia (1839)
- Història Natural. Estudi sobre Geraniea que creixen espontàniament als departaments del Somme i el Pas-de-Calais, per M. Casimir Picard (1838)
- Avís sobre alguns instruments celtes (1838)
- Avís sobre instruments de trompa celta(1835)[3]